# Phreatia kusaiensis
Phreatia kusaiensis är en orkidéart som beskrevs av Takasi Tuyama. Phreatia kusaiensis ingår i släktet Phreatia och familjen orkidéer. Inga underarter finns listade i Catalogue of Life.